# イズミル地下鉄
イズミル地下鉄（トルコ語:  İzmir Metrosu）は、トルコのイズミルの地下鉄である。

## 概要
2000年に開業した。2018年現在1路線から構成されており、全長は20.1km、駅数は17である。。

## 駅一覧
- エヴカ3駅
- エーゲ大学駅
- ボルノワ駅
- ビョルゲ駅
- サナイー駅
- スタデューム駅
- ハルカリナル駅
- ヒラル駅
- バスマネ駅
- チャンカヤ駅
- コナック駅
- ユチョル駅
- イズミルスポル駅
- ハタイ駅
- ギョズテペ駅
- ポリゴン駅
- ファフレティン・アルタイ駅